# Giada Borghesi
Giada Borghesi (* 27. November 2002 in Cles) ist eine italienische Radrennfahrerin.

## Sportlicher Werdegang
Giada Borghesi ist die jüngere Schwester von Letizia Borghesi, die ebenfalls professionell Radsport betreibt. Als Juniorin war Giada Borghesi vor allem im Cyclocross aktiv, in dieser Altersklasse fuhr sie unter anderem im UCI-Cyclocross-Weltcup und bei den Cyclocross-Europameisterschaften.
Zum Ende ihrer Juniorenzeit begann Borghesi beim Team Aromitalia-Basso Bikes-Vaiano. Mit diesem Team fuhr sie im Frühjahr 2021 mehrere hochrangige Rennen wie die Flandern-Rundfahrt, konnte aber keins beenden und verließ infolge anhaltender Leistungsschwäche das Team. Ende des Jahres wurde die Ursache ihrer Probleme als Zöliakie diagnostiziert.
Nach einer Therapie konnte Borghesi Ende 2022 wieder die Cyclocross-Saison bestreiten und versuchte sich 2023 im Gravelrennen; im Oktober des Jahres wurde sie Siebte bei den Europameisterschaften. In der ersten Jahreshälfte 2024 machte sie bei BTC City Ljubljana eine Rückkehr zum Straßenrennen auf hohem Niveau. Sie zeichnete sich durch eine Reihe guter Resultate aus, so gewann sie eine Etappe des Giro Mediterraneo Rosa. Im Gravel gewann sie mit dem Wörthersee Race ein Rennen der UCI Gravel World Series, Ende Juni war sie italienische Meisterin dieser Disziplin. Aufgrund dieser Leistungen wurde sie noch während der Saison von Human Powered Health, einem der UCI Women’s WorldTeams, unter Vertrag genommen. Mit ihrem neuen Team fuhr sie den Giro Donne, den sie nach einem Sturz mit ausgekugelter Schulter aufgeben musste. Zum Saisonabschluss erreichte sie mit dem zweiten Platz bei der Tour of Guangxi erstmals das Podium eines WorldTour-Rennens.

## Erfolge
2024
eine Etappe Giro Mediterraneo Rosa
 Italienische Meisterin – Gravel